# Igelkottar
Igelkottar (Erinaceinae) är en underfamilj i familjen igelkottdjur som består av 15 arter fördelade på 5 släkten. Dessa djur förekommer i Europa, i Asien (huvudsakligen centrala och östra delar) och i Afrika. De är aktiva på natten och livnär sig företrädesvis av insekter. Kännetecknande är de långa taggarna på djurens rygg.

## Utbredning
Arterna förekommer över nästan hela gamla världen med undantag av Skandinaviens fjällområden och Rysslands samt Finlands arktiska delar. Habitatet varierar beroende på art. De lever till exempel i tempererade skogar, på gräsmark, i torra regioner och även i regnskogen. Dessutom förekommer vissa arter i bergsregioner och städer, främst europeiska arter är kulturföljare.

## Kännetecken
Det främsta särdraget är arternas kroppsbeklädnad av taggar som sträcker sig från huvudets ovansida över ryggen och sidorna till svansen. Huvudet kännetecknas av en spetsig nos. Halsen är nästan osynlig. De främre extremiteterna är kraftiga för att gräva i marken. Därför har de även klor vid de främre tassarna. De är hälgångare och rör sig vanligen med en hastighet på 100 till 200 meter i timmen. Vid fara når de hastigheter upp till 10 km/t och de har förmåga att övervinna stora hinder som till exempel staket.
Arternas syn, luktsinne och hörsel är särskilt bra utvecklade för att klara sig under natten. Dessa igelkottdjur ser med bra skärpa men antagligen är de färgblinda. Huvudsakligen använder de hörseln och luktsinnet. Bredvid luktsinnet är deras jacobsonska organ väl utvecklade. En undersökning av arten egyptisk långörad igelkott visade att den kan registrera ljud av 45 kHz. Människan hör däremot bara ljud upp till 20 kHz. På så sätt kan dessa igelkottdjur höra ljud av byten som gömmer sig under lövansamlingar eller under jorden.
En normal vuxen individ av underfamiljen har vanligen 5000 taggar. Dessa har på insidan hålrum för att minska vikten. Beroende på art har taggarna en längd mellan 2 och 3 centimeter. De är vid huden mörka och vid spetsen krämfärgade till vita. Taggarna utvecklade sig ur vanliga hår. För det mesta ligger taggarna på kroppen, med hjälp av muskler kan de riktas upp.

## Levnadssätt
Medlemmar i underfamiljen är vanligen ensamlevande.
De livnär sig främst av ryggradslösa djur som skalbaggar, maskar, snäckor, gräshoppor och liknande djur. Undersökningar av den vanliga igelkottens (Erinaceus europaeus) maginnehåll och av djurets avföring visade att den även äter ryggradsdjur som möss, groddjur, ormar, mullvadar, näbbmöss och ödlor. Troligen äts dessa djur som as. Allmänt är födans sammansättning beroende på art. Hos asiatiska och långörade igelkottar är andelen ryggradsdjur oftast större.
Revir av europeiska individer överlappar vanligen varandra. Vid särskilt bra tillgång till föda syns ibland några igelkottar tillsammans, annars letar de var för sig efter föda.

## Systematik

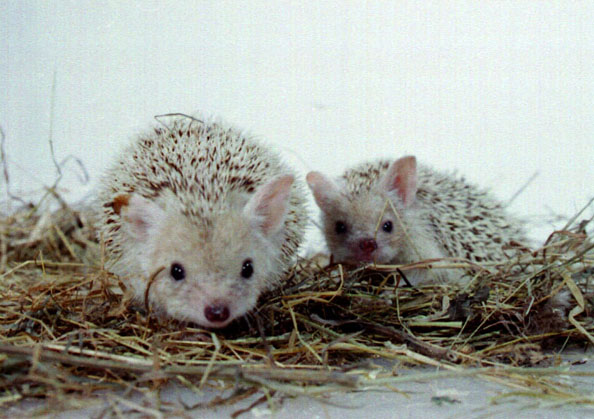
Egyptisk långörad igelkott

Underfamiljen består av 15 arter fördelade på 5 släkten:
- Erinaceus, de är störst i underfamiljen. Arterna lever i stora delar av Europa samt i Asien.
  - Igelkott (E. europaeus) förekommer i västra, norra och centrala Europa.
  - Östlig igelkott (E. concolor) lever i östra Europa, Anatolien och Rysslands sydvästra delar.
  - Erinaceus amurensis förekommer i östra Asien.
  - Erinaceus roumanicus, hittas mellan Centraleuropa och östra Sibirien.
- Atelerix, förekommer huvudsakligen i Afrika och är nära släkt med arterna i det förstnämnda släktet.
  - Afrikansk pygméigelkott (Atelerix albiventris) förekommer i hela centrala Afrika från Senegal och Sudan till Zambia.
  - A. frontalis lever i södra Afrika från Angola och Zimbabwe till Sydafrika.
  - Spansk igelkott (A. algirus) finns i norra Afrika (Marocko och Libyen) och i Spanien vid Medelhavets kustlinje, den blev av människan införd i Frankrike och på Kanarieöarna.
  - A. sclateri lever i norra Somalia.
- Mesechinus, lever i centrala Asien.
  - Mesechinus dauuricus, lever i Mongoliet (Gobiöknen), i sydöstra Ryssland (Transbajkal) och i norra Kina (Inre Mongoliet och västra Manchuriet).
  - M. hughii, förekommer i mindre områden av de kinesiska provinserna Shaanxi och Shanxi. Denna art listas av IUCN som sårbar (vulnerable).
- Långörade igelkottar (Hemiechinus), finns från norra Afrika till Indien.
  - Egyptisk långörad igelkott (Hemiechinus auritus) förekommer från Libyen och Egypten över Anatolien och den Arabiska halvön till centrala Asien fram till Mongoliet (Gobiöknen).
  - Hemiechinus collaris lever i dalgången av floden Indus och angränsade områden i Pakistan och norra Indien.
- Paraechinus, lever i torra habitat.
  - Ökenigelkott (Paraechinus aethiopicus) lever i norra Afrika (från Marocko och Mauretanien till Somalia) och på den Arabiska halvön.
  - P. micropus förekommer i Pakistan och nordvästra Indien.
  - P. hypomelas lever i Iran och i Centralasien (kring Aralsjön) samt i separata regioner vid Indus och på Arabiska halvön.
  - P. nudiventris finns i ett mindre område i sydvästra Indien.

## Igelkottar och människor
Dessa igelkottdjur spelar en viktig roll i kulturen hos befolkningen som lever i samma region. Igelkottarna återfinns i sagor, på mynt och frimärken samt som heraldisk figur.
Arterna hotas av uppdelningen av levnadsområdet i många små segment. Många arter blir överkörda av bilar eller blir skadade av miljögifter.
Vissa arter, främst afrikansk pygméigelkott, hölls som sällskapsdjur.
Olika kroppsdelar från igelkottar har använts inom den traditionella medicinen eller som föremål som brukas av schamaner.

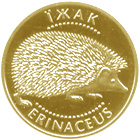
Igelkott på ett ukrainskt mynt
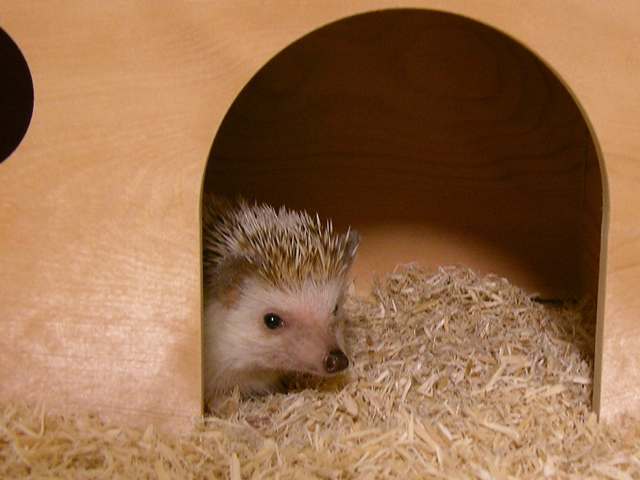
Afrikansk pygméigelkott som husdjur